# 이덕호
이덕호(李德浩, 1941년 12월 14일~)는 대한민국의 정치인이다. 제13대 국회의원을 지냈다. 본관은 진주(晋州)이다.

## 학력
- 동두천초등학교 졸업
- 서울대동중학교 졸업
- 대동상업고등학교 졸업
- 고려대학교 문과대학 철학과 졸업

## 경력
- 양주군 동두천 총학생회 회장
- 미국사단 외기노조 지부장
- 금강상사 대표, 동두천 J.C.라이온스 회장
- 동두천시 테니스협회, 빙상연맹, 태권도 연맹 회장
- 통일주체 국민회의 대의원
- 국회 농수산, 재무, 교통체신위원회 위원
- 국회 예산결산, 북방정책, 보이스카웃 지원 특별위원회 위원
- 필립스대 객원 교수
- 보이스카웃 경기북부연맹 부위원장
- 대한민국헌정회 이사
- 대한민국헌정회 13대별국회의원회회장

## 역대 선거 결과
|  | 45.22% |

|  | 21.19% |

|  | 32.57% |